# Championnats du monde d'Ironman 1995
Navigation
Édition précédente Édition suivante
Les championnats du monde d'Ironman 1995 se déroule le 7 octobre 1995 à Kailua-Kona dans l'État d'Hawaï. Ils sont organisés par la World Triathlon Corporation.

## Résultats du championnat du monde

### Hommes
| Pos.     | Temps           | Nom                  | Pays       | Détail temps | Détail temps | Détail temps    | Détail temps | Détail temps    |
| Pos.     | Temps           | Nom                  | Pays       | Natation     | T1           | Cyclisme        | T2           | Course à pied   |
| -------- | --------------- | -------------------- | ---------- | ------------ | ------------ | --------------- | ------------ | --------------- |
|          | 8 h 20 min 34 s | Mark Allen           | États-Unis | 51 min 50 s  | 0 min 00 s   | 4 h 46 min 35 s | 0 min 00 s   | 2 h 42 min 09 s |
|          | 8 h 22 min 59 s | Thomas Hellriegel    | Allemagne  | 55 min 17 s  | 0 min 00 s   | 4 h 29 min 37 s | 0 min 00 s   | 2 h 58 min 05 s |
|          | 8 h 25 min 23 s | Rainer Müller-Hörner | Allemagne  | 52 min 12 s  | 0 min 00 s   | 4 h 45 min 54 s | 0 min 00 s   | 2 h 47 min 17 s |
| 4        | 8 h 29 min 14 s | Greg Welch           | Australie  | 51 min 47 s  | 0 min 00 s   | 4 h 46 min 31 s | 0 min 00 s   | 2 h 50 min 56 s |
| 5        | 8 h 30 min 40 s | Ken Glah             | États-Unis | 51 min 54 s  | 0 min 00 s   | 4 h 46 min 47 s | 0 min 00 s   | 2 h 51 min 59 s |
| 6        | 8 h 33 min 29 s | Cristián Bustos      | Chili      | 56 min 01 s  | 0 min 00 s   | 4 h 49 min 23 s | 0 min 00 s   | 2 h 48 min 05 s |
| 7        | 8 h 34 min 03 s | Jürgen Zäck          | Allemagne  | 53 min 41 s  | 0 min 00 s   | 4 h 40 min 23 s | 0 min 00 s   | 2 h 59 min 59 s |
| 8        | 8 h 34 min 06 s | Lothar Leder         | Allemagne  | 53 min 29 s  | 0 min 00 s   | 4 h 44 min 35 s | 0 min 00 s   | 2 h 56 min 02 s |
| 9        | 8 h 34 min 08 s | Pauli Kiuru          | Finlande   | 51 min 59 s  | 0 min 00 s   | 4 h 46 min 55 s | 0 min 00 s   | 2 h 55 min 14 s |
| 10       | 8 h 38 min 17 s | Timothy DeBoom       | États-Unis | 51 min 54 s  | 0 min 00 s   | 4 h 47 min 07 s | 0 min 00 s   | 2 h 59 min 16 s |
| Source : |                 |                      |            |              |              |                 |              |                 |

### Femmes
| Pos.     | Temps            | Nom                        | Pays       | Détail temps    | Détail temps | Détail temps    | Détail temps | Détail temps    |
| Pos.     | Temps            | Nom                        | Pays       | Natation        | T1           | Cyclisme        | T2           | Course à pied   |
| -------- | ---------------- | -------------------------- | ---------- | --------------- | ------------ | --------------- | ------------ | --------------- |
|          | 09 h 16 min 46 s | Karen Smyers               | États-Unis | 53 min 37 s     | 0 min 00 s   | 5 h 17 min 49 s | 0 min 00 s   | 3 h 05 min 20 s |
|          | 09 h 25 min 13 s | Isabelle Mouthon-Michellys | France     | 55 min 15 s     | 0 min 00 s   | 5 h 17 min 51 s | 0 min 00 s   | 3 h 12 min 07 s |
|          | 09 h 37 min 48 s | Fernanda Keller            | Brésil     | 1 h 02 min 08 s | 0 min 00 s   | 5 h 17 min 53 s | 0 min 00 s   | 3 h 17 min 47 s |
| 4        | 09 h 37 min 54 s | Paula Newby-Fraser         | États-Unis | 53 min 35 s     | 0 min 00 s   | 5 h 06 min 04 s | 0 min 00 s   | 3 h 38 min 15 s |
| 5        | 09 h 42 min 36 s | Wendy Ingraham             | États-Unis | 51 min 44 s     | 0 min 00 s   | 5 h 22 min 22 s | 0 min 00 s   | 3 h 28 min 30 s |
| 6        | 09 h 49 min 37 s | Susan Latshaw              | États-Unis | 57 min 51 s     | 0 min 00 s   | 5 h 21 min 53 s | 0 min 00 s   | 3 h 29 min 53 s |
| 7        | 09 h 50 min 48 s | Ute Mückel                 | Allemagne  | 51 min 44 s     | 0 min 00 s   | 5 h 31 min 59 s | 0 min 00 s   | 3 h 27 min 05 s |
| 8        | 09 h 53 min 40 s | Béatrice Mouthon           | France     | 56 min 10 s     | 0 min 00 s   | 5 h 32 min 50 s | 0 min 00 s   | 3 h 24 min 40 s |
| 9        | 10 h 09 min 29 s | Alison Coote               | Australie  | 58 min 43 s     | 0 min 00 s   | 5 h 44 min 36 s | 0 min 00 s   | 3 h 26 min 10 s |
| 10       | 10 h 17 min 00 s | Katie Webb                 | États-Unis | 55 min 19 s     | 0 min 00 s   | 5 h 51 min 32 s | 0 min 00 s   | 3 h 30 min 09 s |
| Source : |                  |                            |            |                 |              |                 |              |                 |